# Olbersdorf (Gemeinde Hohenwarth-Mühlbach)
Olbersdorf ist eine Ortschaft und Katastralgemeinde der Marktgemeinde Hohenwarth-Mühlbach am Manhartsberg in Niederösterreich mit 65 Einwohnern (Stand 1. Jänner 2024).

## Geographie
Der Ort liegt in einer Lichtung auf dem Manhartsberg und erstreckt sich westseitig auch in den Wald hinein.

## Geschichte
Urkundlich erwähnt wird der Ort erstmals im Jahre 1110 in der Grenzbeschreibung der Pfarre Ravelsbach. Der Ortsname selbst wird als Adelswartesdorf überliefert, was Dorf des Adelwart bedeutet. Die Grundherrschaft hatten Stift Melk und Stift Göttweig inne, bevor sich Olbersdorf im Jahr 1850 als selbständige Gemeinde konstituierte. Laut Adressbuch von Österreich waren im Jahr 1938 in der Ortsgemeinde Olbersdorf ein Gastwirt, ein Gemischtwarenhändler und ein Landwirt mit Direktvertrieb ansässig.
Die Gemeinde wurde per 1. Januar 1972 amtswegig an die bereits bestehende Marktgemeinde Hohenwarth-Mühlbach am Manhartsberg angeschlossen.